# Ayuntamiento de Albacete
El Ayuntamiento de Albacete es el órgano de gobierno y administración de Albacete, España. Está presidido por el alcalde de Albacete, actualmente Manuel Serrano López, del PP.
Es el mayor ayuntamiento de Castilla-La Mancha en presupuesto y número de concejales. Tiene su sede principal en la casa consistorial de Albacete, situada en la plaza de la Catedral, en pleno Centro de la capital albaceteña.

## Casa consistorial
El ayuntamiento tiene su sede en la casa consistorial de Albacete, situada en la plaza de la Catedral, en pleno Centro de la capital albaceteña. Junto al ayuntamiento se sitúan otros edificios emblemáticos como la catedral de Albacete o la Casa de Hortelano, sede del Museo de la Cuchillería de Albacete.
Con anterioridad han ejercido como casa consistorial de Albacete la Casa Cortés, sede del ayuntamiento entre 1879 y 1986, la Casa Lonja de Albacete, entre 1817 y 1879, y las Salas Capitulares de Santa María de la Estrella, desde el siglo XVI.

## Historia
El primer alcalde de Albacete del que se tiene constancia fue el árabe Wahb Alláh a mediados del siglo XIII. Desde 1979 es elegido democráticamente por sufragio universal. Con la llegada de la democracia municipal, en el siglo XX (1979), la ciudad de Albacete votó mayoritariamente a partidos de tendencia socialdemócrata y liberal conservadora. Así, en 1979 una coalición social-comunista PSOE-PCE dio la alcaldía a los socialistas. Desde 1983 a 1995 estos se mantuvieron en el gobierno con mayoría absoluta o con acuerdos puntuales. En 1995 se produjo un vuelco electoral en favor del PP, aunque tras las elecciones de 1999 Albacete volvió a tener gobiernos socialistas hasta 2011, en solitario o con apoyo o coalición de IU. 

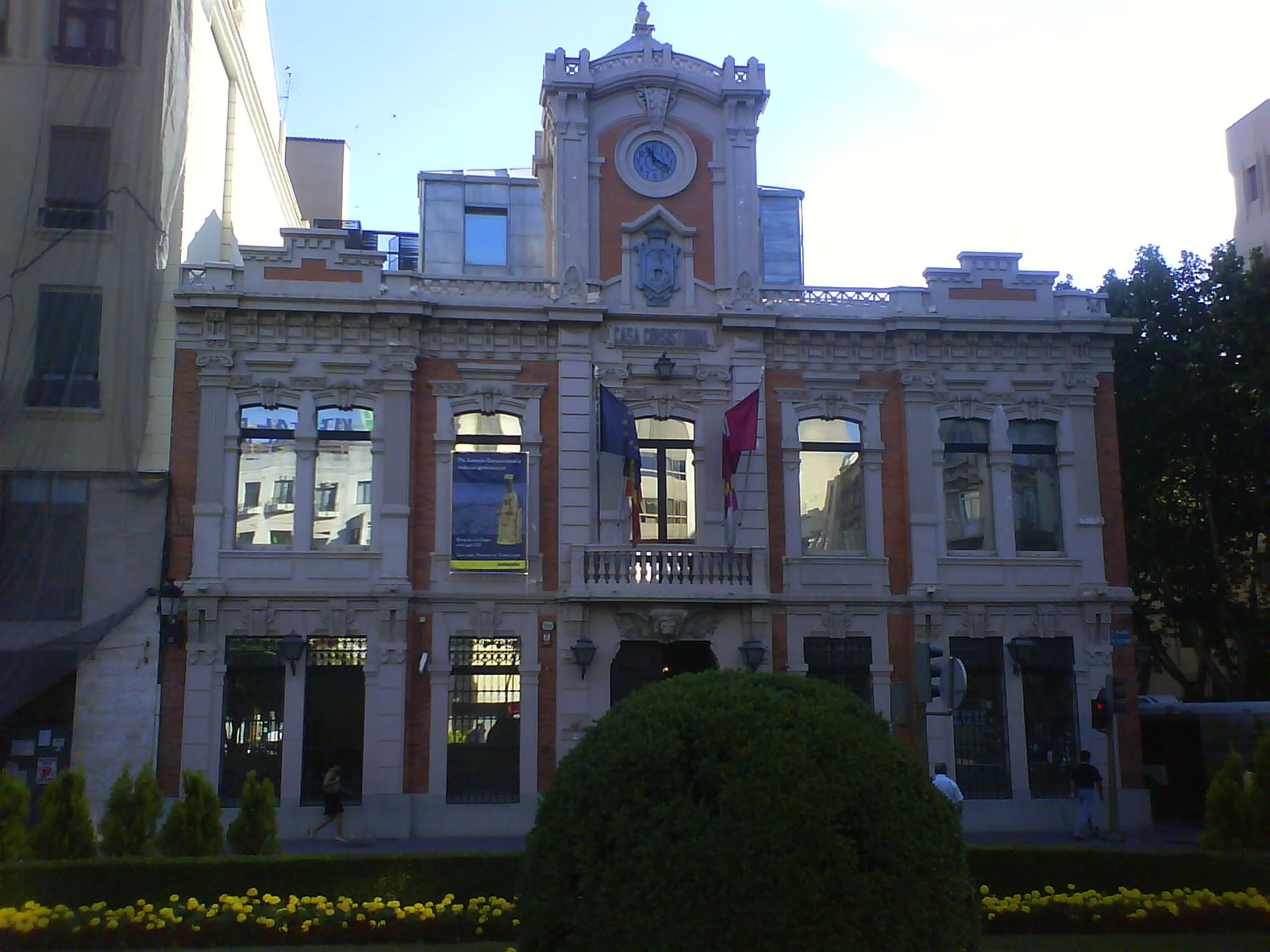
Casa Cortés, antigua sede del Ayuntamiento de Albacete

Por primera vez desde la restauración de la democracia, en 2008, un alcalde abandonó el cargo sin completar la legislatura. El 14 de diciembre de 2007, el entonces alcalde Manuel Pérez Castell anunció su decisión de dejar el cargo para ser el número uno en la lista del PSOE por la provincia de Albacete en las elecciones al Congreso de los Diputados de España de marzo de 2008. La nueva alcaldesa fue Carmen Oliver, que tomó posesión el 31 de marzo de dicho año.
En 2011 se dio un nuevo vuelco electoral en favor del PP, que mantuvo la alcaldía en las elecciones de 2015. En dichas elecciones, además, aparecieron nuevos partidos políticos: Ciudadanos y Ganemos (plataforma electoral formada por IU, Equo y otros partidos y movimientos sociales). En las elecciones de 2019 irrumpieron dos nuevos partidos en el consistorio albaceteño: Podemos y Vox.

## Alcaldes

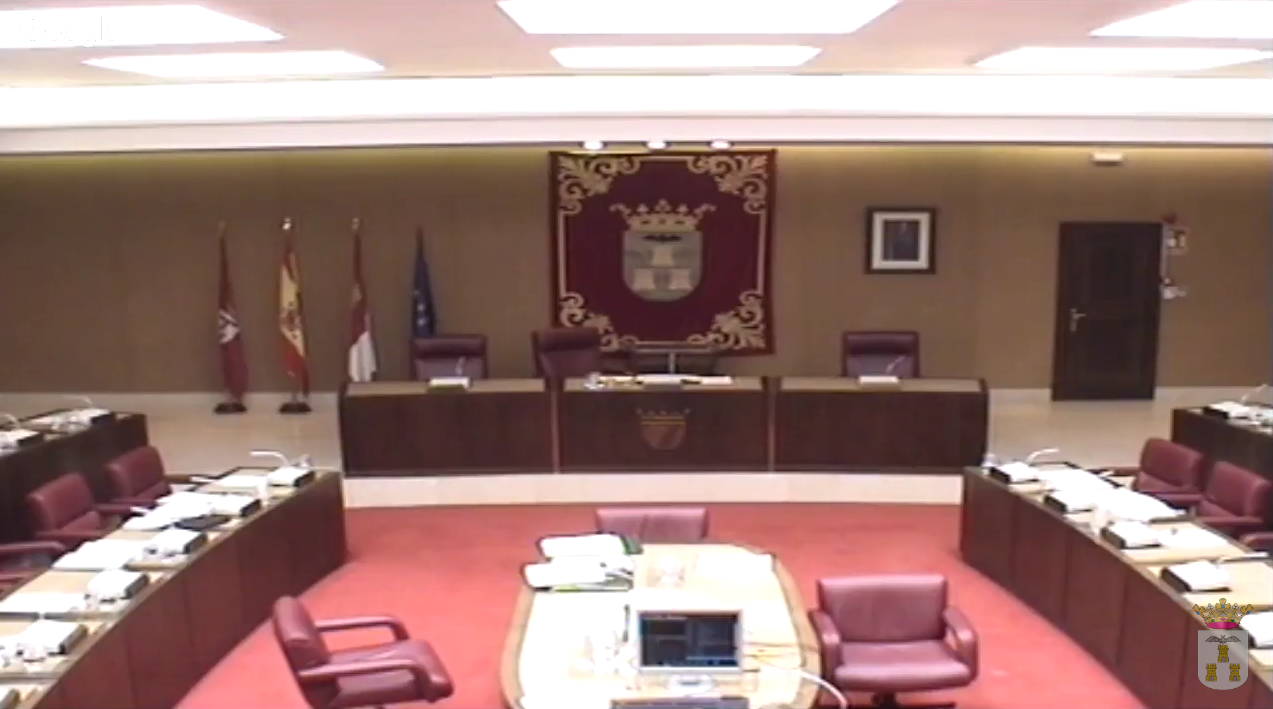
Salón de plenos

| Periodo   | Nombre                                                             | Partido                                                  |
| --------- | ------------------------------------------------------------------ | -------------------------------------------------------- |
| 1979-1983 | Salvador Jiménez Ibáñez                                            | Partido Socialista Obrero Español (PSOE)                 |
| 1983-1987 | José Jerez Colino                                                  | Partido Socialista Obrero Español (PSOE)                 |
| 1987-1991 | José Jerez Colino                                                  | Partido Socialista Obrero Español (PSOE)                 |
| 1991-1995 | Carmina Belmonte                                                   | Partido Socialista Obrero Español (PSOE)                 |
| 1995-1999 | Juan Garrido                                                       | Partido Popular (PP)                                     |
| 1999-2003 | Manuel Pérez Castell                                               | Partido Socialista Obrero Español (PSOE)                 |
| 2003-2007 | Manuel Pérez Castell                                               | Partido Socialista Obrero Español (PSOE)                 |
| 2007-2011 | Manuel Pérez Castell (2007-2008) Carmen Oliver Jaquero (2008-2011) | Partido Socialista Obrero Español (PSOE)                 |
| 2011-2015 | Carmen Bayod                                                       | Partido Popular (PP)                                     |
| 2015-2019 | Javier Cuenca (2015-2017) Manuel Serrano López (2017-2019)         | Partido Popular (PP)                                     |
| 2019-2023 | Vicente Casañ Emilio Sáez Cruz                                     | Ciudadanos (CS) Partido Socialista Obrero Español (PSOE) |
| 2023-act. | Manuel Serrano López                                               | Partido Popular (PP)                                     |

## Pleno
El Pleno de Albacete es el órgano máximo de representación política de los ciudadanos en el gobierno de la ciudad de Albacete. Está formado por 27 concejales, elegidos por sufragio universal cada cuatro años, siendo el mayor ayuntamiento en número de concejales de Castilla-La Mancha. Está presidido por el alcalde y funciona en sesiones plenarias y mediante comisiones.
| Partido político    | Partido político                                                    | 2023   | 2019   | 2015   | 2011   | 2007   | 2003   | 1999   | 1995   | 1991   | 1987   | 1983   | 1979   |
| Partido político    | Partido político                                                    | Ediles | Ediles | Ediles | Ediles | Ediles | Ediles | Ediles | Ediles | Ediles | Ediles | Ediles | Ediles |
|                     | Partido Popular (PP)–Alianza Popular (AP)                           | 12     | 9      | 10     | 16     | 13     | 12     | 12     | 15     | 10     | 9      | 10     | 0      |
|                     | Partido Socialista Obrero Español (PSOE)                            | 10     | 9      | 8      | 10     | 13     | 14     | 13     | 8      | 14     | 13     | 16     | 11     |
|                     | Vox                                                                 | 4      | 1      | 0      | —      | —      | —      | —      | —      | —      | —      | —      | —      |
|                     | Podemos–Izquierda Unida (IU)–Partido Comunista de España (PCE)      | 1      | 3      | Gan.   | 1      | 1      | 1      | 2      | 4      | 3      | 2      | 1      | 5      |
|                     | Ciudadanos (CS)                                                     | 0      | 5      | 4      | —      | —      | —      | —      | —      | —      | —      | —      | —      |
|                     | Ganemos                                                             | —      | 0      | 5      | —      | —      | —      | —      | —      | —      | —      | —      |        |
|                     | Centro Democrático y Social (CDS)–Unión de Centro Democrático (UCD) | —      | —      | —      | —      | —      | —      | —      | 0      | 0      | 3      | 0      | 11     |
| Total de concejales | Total de concejales                                                 | 27     | 27     | 27     | 27     | 27     | 27     | 27     | 27     | 27     | 27     | 27     | 27     |

## Junta de Gobierno
La Junta de Gobierno de Albacete se encarga de administrar los impuestos municipales, para costear los servicios públicos y la construcción de infraestructuras. Está presidida por el alcalde.

## Foro participativo
Albacete cuenta con un foro participativo, que, según describe el artículo primero de su reglamento, se constituye como: «...órgano de participación directa de ciudadanos y ciudadanas, con la finalidad de deliberar, planificar y elaborar propuestas sobre el presupuesto municipal del Ayuntamiento de Albacete».

## Competencias

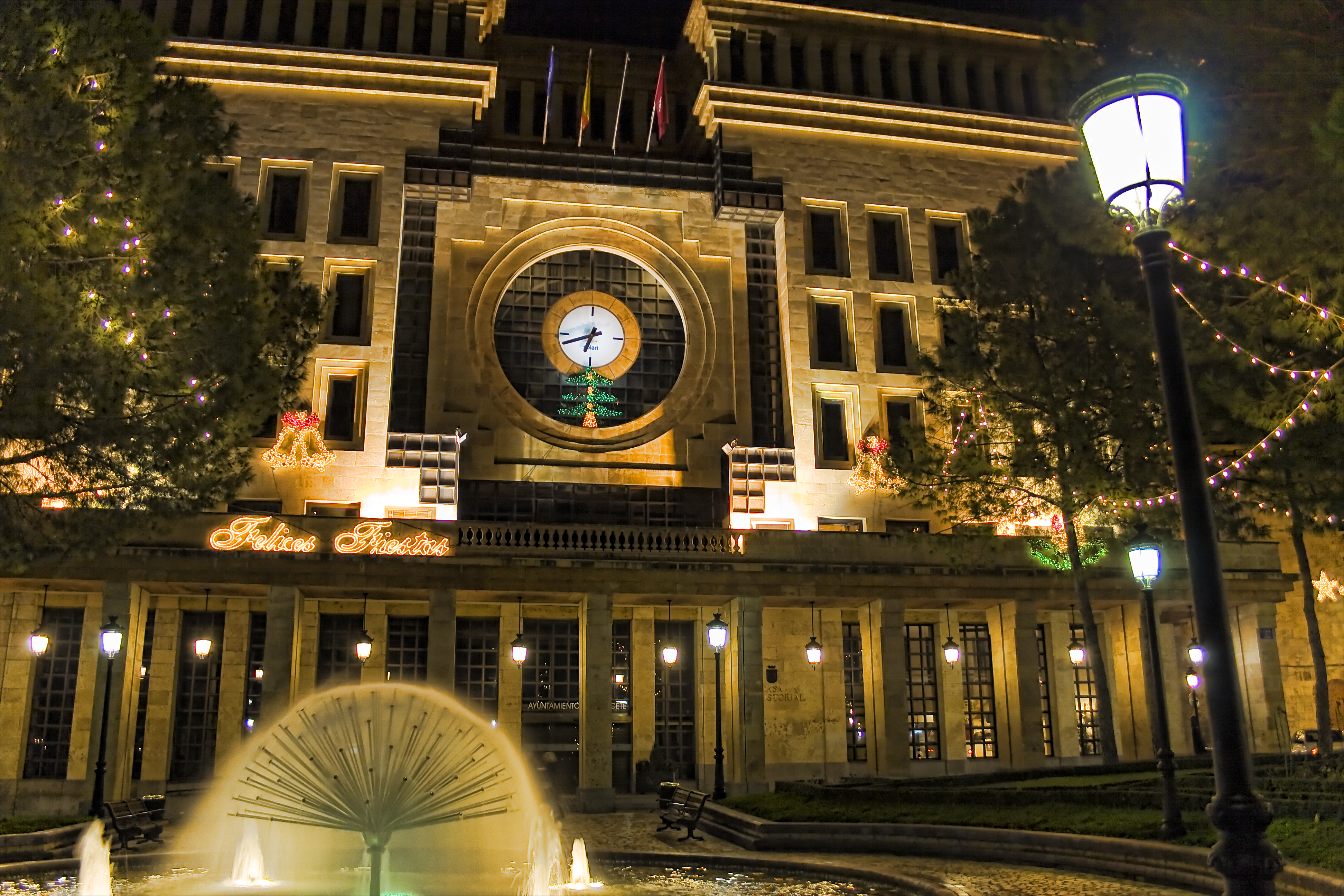
Edificio del Ayuntamiento de Albacete en Navidad

El ayuntamiento es el organismo con mayores competencias y funcionarios públicos en la ciudad, ya que regula la vida diaria de los ciudadanos, e importantes asuntos como la planificación urbanística, los transportes, la recaudación de impuestos municipales, la gestión de la seguridad vial mediante la policía local, el servicio contra incendios, el mantenimiento de la vía pública (asfaltado, limpieza...) y de los jardines... También es el responsable de la construcción de equipamientos municipales como guarderías, polideportivos, bibliotecas, viviendas de protección pública...

### Economía municipal
El Ayuntamiento de Albacete gestiona un presupuesto de 156 340 022 € en gastos corrientes, según el presupuesto aprobado para 2018.

### Evolución de la deuda viva municipal
El concepto de deuda viva contempla sólo las deudas con cajas y bancos relativas a créditos financieros, valores de renta fija y préstamos o créditos transferidos a terceros, excluyéndose, por tanto, la deuda comercial.
| Gráfica de evolución de la deuda viva del Ayuntamiento entre 2008 y 2024                           |
| |
| Deuda viva del Ayuntamiento de Albacete, en miles de euros, según datos del Ministerio de Hacienda |

## Resultados electorales históricos
| Partido político                                                    | 2023   | 2023  | 2023       | 2019   | 2019  | 2019       | 2015        | 2015        | 2015        | 2011   | 2011  | 2011       | 2007   | 2007  | 2007       | 2003   | 2003  | 2003       | 1999   | 1999  | 1999       | 1995   | 1995  | 1995       | 1991   | 1991  | 1991       | 1987   | 1987  | 1987       | 1983   | 1983  | 1983       | 1979   | 1979  | 1979       |
| Partido político                                                    | Votos  | %     | Concejales | Votos  | %     | Concejales | Votos       | %           | Concejales  | Votos  | %     | Concejales | Votos  | %     | Concejales | Votos  | %     | Concejales | Votos  | %     | Concejales | Votos  | %     | Concejales | Votos  | %     | Concejales | Votos  | %     | Concejales | Votos  | %     | Concejales | Votos  | %     | Concejales |
| Partido Popular (PP)-Alianza Popular (AP)                           | 33 343 | 38,18 | 12         | 24 799 | 29,93 | 9          | 29 351      | 33,48       | 10          | 46 383 | 52,13 | 16         | 33 121 | 43,46 | 13         | 32 801 | 42,07 | 12         | 30 547 | 41,93 | 12         | 39 797 | 51,52 | 15         | 19 240 | 35,27 | 10         | 17 296 | 31,79 | 9          | 18 639 | 35,95 | 10         | 1460   | 3,40  | 0          |
| Partido Socialista Obrero Español (PSOE)                            | 29 677 | 33,98 | 10         | 25 763 | 31,10 | 9          | 23 944      | 27,31       | 8           | 29 556 | 33,22 | 10         | 35 260 | 46,26 | 13         | 37 142 | 47,64 | 14         | 32 515 | 44,63 | 13         | 22 553 | 29,20 | 8          | 25 957 | 47,58 | 14         | 23 485 | 43,17 | 13         | 27 905 | 53,82 | 16         | 15 556 | 36,23 | 11         |
| Vox                                                                 | 13 440 | 15,38 | 4          | 5456   | 6,59  | 1          | 574         | 0,65        | 0           | —      | —     | —          | —      | —     | —          | —      | —     | —          | —      | —     | —          | —      | —     | —          | —      | —     | —          | —      | —     | —          | —      | —     | —          | —      | —     | —          |
| Podemos-Izquierda Unida (IU)-Partido Comunista de España (PCE)      | 5242   | 6,00  | 1          | 8968   | 10,83 | 3          | Con Ganemos | Con Ganemos | Con Ganemos | 5561   | 6,25  | 1          | 4974   | 6,53  | 1          | 4731   | 6,07  | 1          | 5920   | 8,13  | 2          | 11 703 | 15,15 | 4          | 5678   | 10,41 | 3          | 4266   | 7,84  | 2          | 2838   | 5,47  | 1          | 7354   | 17,13 | 5          |
| Ciudadanos (CS)                                                     | 2941   | 3,36  | 0          | 15 202 | 18,35 | 5          | 11 902      | 13,58       | 4           | —      | —     | —          | —      | —     | —          | —      | —     | —          | —      | —     | —          | —      | —     | —          | —      | —     | —          | —      | —     | —          | —      | —     | —          | —      | —     | —          |
| Ganemos                                                             | —      | —     | —          | 267    | 0,32  | 0          | 13 446      | 15,34       | 5           | —      | —     | —          | —      | —     | —          | —      | —     | —          | —      | —     | —          | —      | —     | —          | —      | —     | —          | —      | —     | —          | —      | —     | —          | —      | —     | —          |
| Centro Democrático y Social (CDS)-Unión de Centro Democrático (UCD) | —      | —     | —          | —      | —     | —          | —           | —           | —           | —      | —     | —          | —      | —     | —          | —      | —     | —          | —      | —     | —          | 406    | 0,53  | 0          | 1950   | 3,57  | 0          | 6641   | 12,21 | 3          | 1025   | 1,98  | 0          | 16 282 | 37,92 | 11         |